# Inheemse Alaskanen

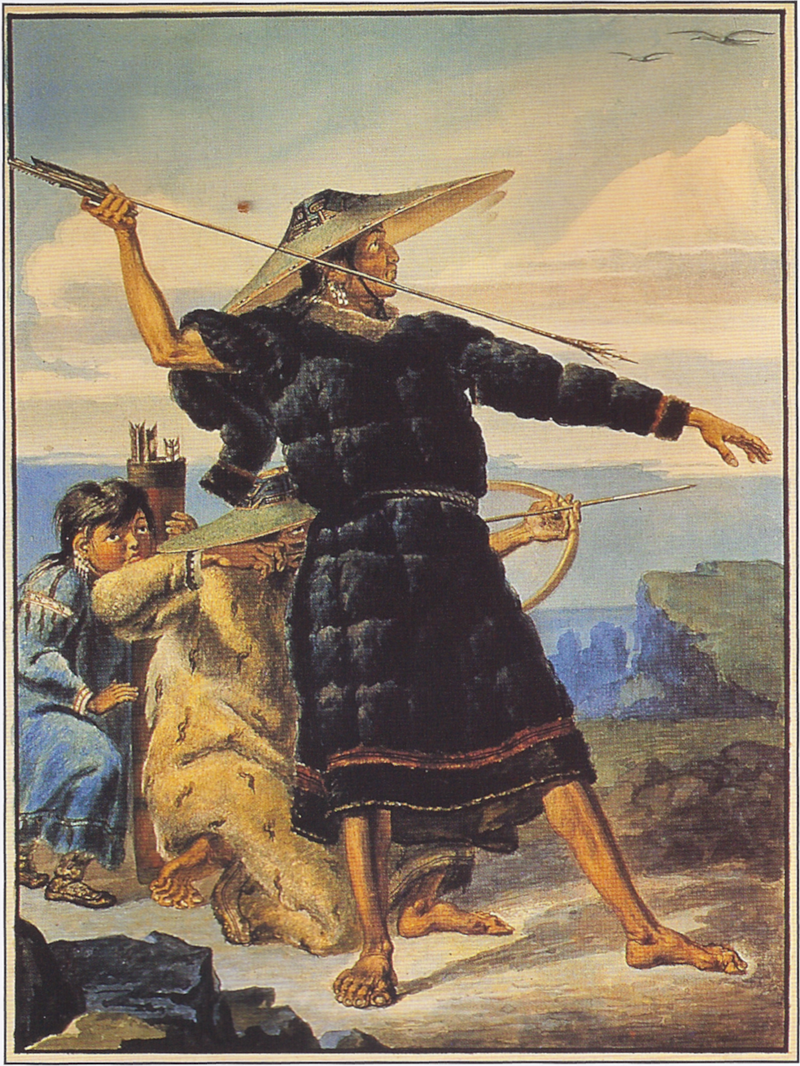
Aleut-eilandbewoner (19e eeuw)

Inheemse Alaskanen (in het Engelse bekend als Alaska(n) Natives, Alaska Indians, Native Alaskans, Indigenous Alaskans, Aboriginal Alaskans of First Alaskans) zijn de inheemse volkeren van Alaska en omvatten Alaskaanse Creolen, Inupiaq, Joepiken, Aleeten, Eyak, Tlingit, Haida, Tsimshian en een aantal Noord-Athabaskaanse culturen. Ze worden vaak gedefinieerd door hun taalgroepen. Veel Inheemse Alaskanen zijn ingeschreven in federaal erkende Alaska Native tribale entiteiten, die op hun beurt behoren tot 13 Alaska Native Regional Corporations, die land- en financiële claims beheren.
De voorouders van de inheemse Alaskanen migreerden duizenden jaren geleden naar het gebied, in ten minste twee verschillende golven. Sommigen zijn afstammelingen van een derde migratiegolf, waarbij mensen zich in het noordelijke deel van Noord-Amerika vestigden. Ze zijn nooit naar zuidelijke gebieden gemigreerd. Om deze reden tonen genetische studies aan dat ze niet nauw verwant zijn aan de inheemse volkeren van Zuid-Amerika. Inheemse Alaskanen kwamen uit Azië. Antropologen hebben verklaard dat hun reis van Azië naar Alaska mogelijk werd gemaakt via de Beringlandbrug of door de Beringzee over te steken. In het Noordpoolgebied en het circumpolaire noorden hebben de voorouders van de Inheemse Alaskanen verschillende inheemse, complexe culturen gevestigd die elkaar in de loop van de tijd hebben opgevolgd. Ze ontwikkelden geavanceerde manieren om met het uitdagende klimaat en milieu om te gaan.
Historische groepen zijn gedefinieerd door hun talen, die tot verschillende grote taalfamilies behoren. Tegenwoordig vormen Inheemse Alaskanen meer dan 20% van de bevolking van Alaska.

## Lijst van volkeren

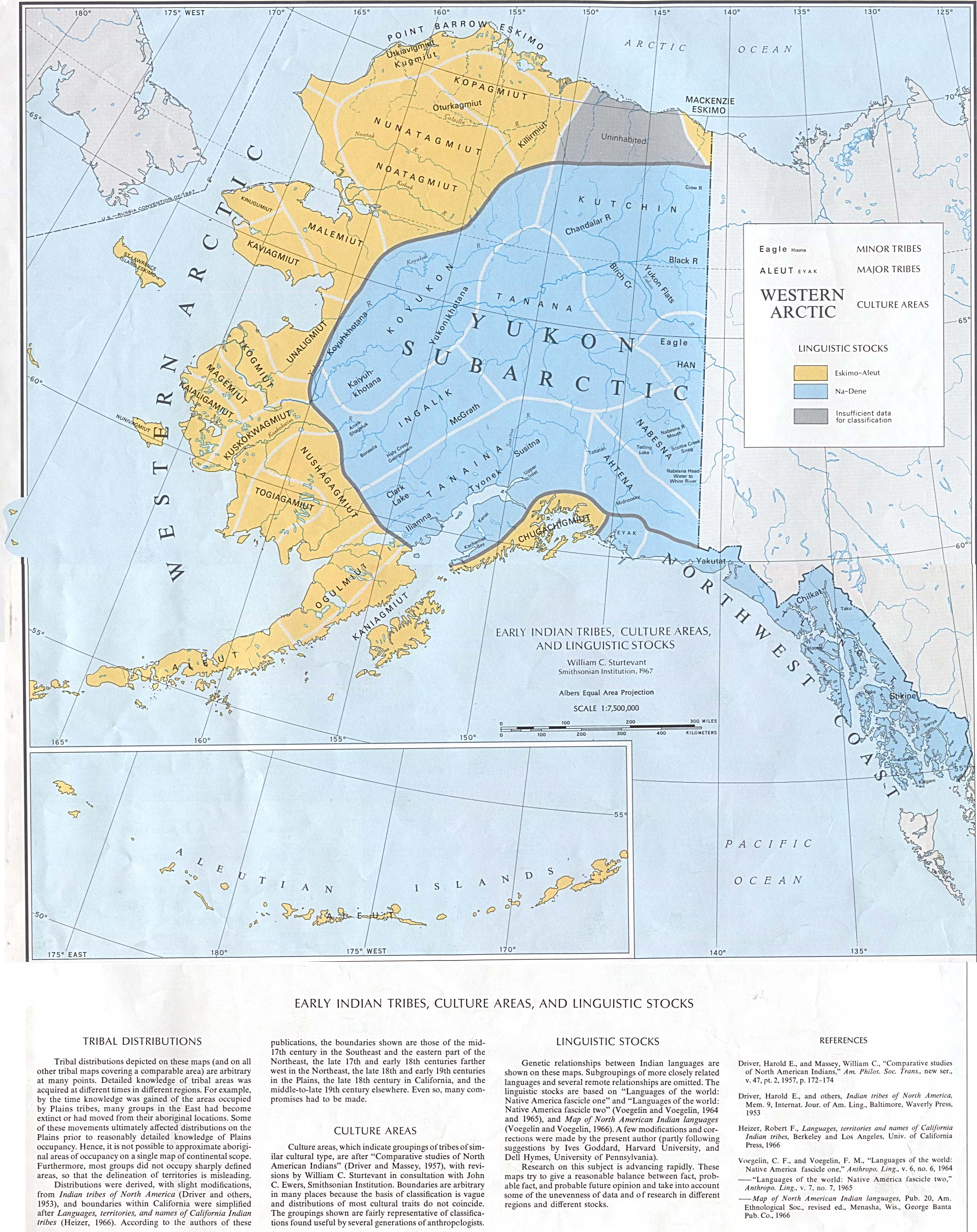
Moedertalen van Alaska

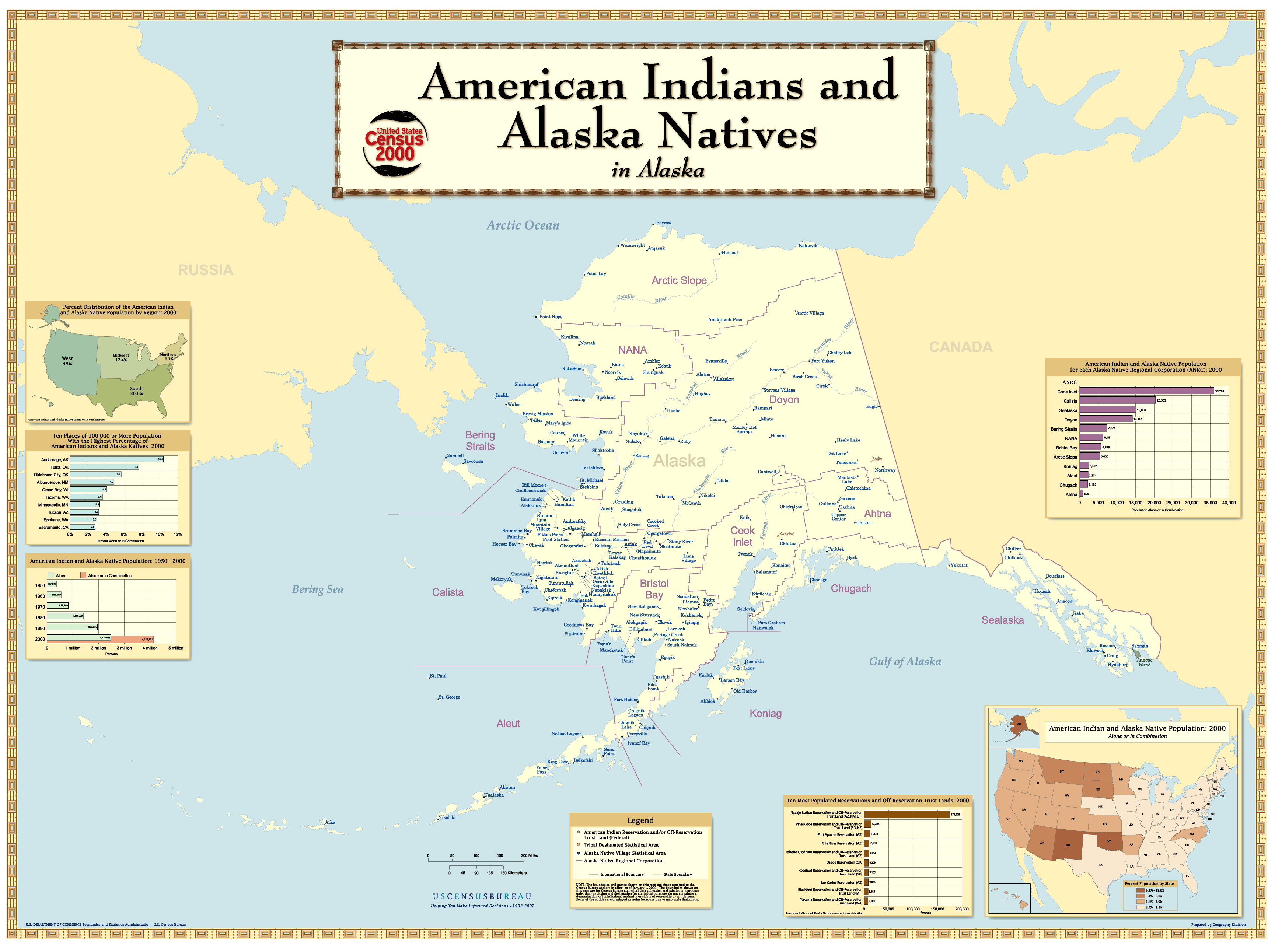
Amerikaanse Indianen en inwoners van Alaska in Alaska

Hieronder vindt u een volledige lijst van de verschillende inheemse of inheemse volkeren van Alaska, die grotendeels worden bepaald door hun historische talen (binnen elke cultuur zijn er verschillende stammen):
- Oud-Beringiërs
- Alaska-Athabaskanen
- Ahtna
- Deg Hit'an
- Dena'ina
- Eyak
- Gwich'in
- Haida
- Hän

- Holikachuk
- Koyukon
- Neder-Tanana
- Tanacross
- Boven-Tanana
- Boven-Kuskokwim (Kolchan)
- Tlingit
- Tsimshian
- Iñupiat, een Inuit-groep

- Joepiken
- Siberische Joepiken
- Yup'ik
- Cup'ik
- Nunivak Cup'ig
- Sugpiaq ~ Alutiiq
- Chugach Sugpiaq
- Koniag Alutiiq
- Aleoeten (Unangan)

## Demografie
De Alaska Natives Commission schatte dat er in 1990 ongeveer 86.000 Alaska Natives in Alaska woonden, en nog eens 17.000 buiten Alaska. Een onderzoek uit 2013 door het Alaska Department of Labor and Workforce Development documenteerde meer dan 120.000 inheemse inwoners van Alaska in Alaska. Terwijl de meerderheid van de inheemse Alaskanen in kleine dorpen of afgelegen regionale centra zoals Nome, Dillingham en Bethel woont, is het percentage dat in stedelijke gebieden woont toegenomen. In 2010 woonde 44% in stedelijke gebieden, vergeleken met 38% in de volkstelling van 2000. Vanaf 2018 vormen autochtonen 15,4% van de totale bevolking van Alaska.

## Geschiedenis
De moderne geschiedenis van Alaska Natives begint met het eerste contact tussen Alaskan First Nations en Russen die vanuit Siberië zeilden in de achttiende eeuw. Britse en Amerikaanse handelaren, voornamelijk afkomstig uit oostelijke nederzettingen in Noord-Amerika, bereikten het gebied doorgaans pas in de negentiende eeuw. In sommige gevallen waren christelijke missionarissen pas in de twintigste eeuw actief in Alaska.

### Russische koloniale periode
Vitus Bering spotte Alaska tijdens een expeditie. Inheemse Alaskanen kwamen voor het eerst in contact met Russen in de 18e eeuw. De contacttijd met de Russen varieerde binnen elke inheemse groep, aangezien de inheemse Alaska-groepen verspreid waren over Alaska. Toen de Russen halverwege de achttiende eeuw per schip uit Siberië arriveerden, begonnen ze handel te drijven met de inwoners van Alaska op wat bekend werd als de Aleoeten. Ze stichtten nieuwe nederzettingen rond handelsposten, en Russisch-orthodoxe missionarissen maakten daar deel van uit. De Russische missionarissen waren de eersten die de christelijke geschriften in moedertalen vertaalden, zoals Tlingit. In de 21e eeuw weerspiegelen de talrijke gemeenten van Russisch-orthodoxe christenen in Alaska deze vroege geschiedenis, aangezien ze over het algemeen voornamelijk uit inwoners van Alaska bestaan.
In plaats van zelf op het zeeleven te jagen en te oogsten, dwongen de Sibero-Russische promyshlenniki de Aleoeten om het werk voor hen te doen, waardoor de Aleoeten werden beschermd. Naarmate het nieuws zich verspreidde over de rijkdom aan bont die er te verkrijgen was, nam de concurrentie tussen Russische bedrijven toe. Catharina de Grote, die in 1763 keizerin werd, verkondigde goede wil jegens de Aleut en drong er bij haar onderdanen op aan hen eerlijk te behandelen. De toenemende concurrentie tussen de handelsbedrijven, die opgingen in minder, grotere en machtigere bedrijven, creëerde conflicten die de betrekkingen met de inheemse bevolking verergerden. In de loop der jaren werd de situatie catastrofaal voor de Aleoeten, evenals voor andere inheemse mensen in Alaska die getroffen werden door Russisch contact.
Naarmate de dierenpopulaties afnamen, werden de Aleoeten, die toch al afhankelijk waren van de nieuwe ruileconomie die door hun bonthandel met de Russen was ontstaan, in toenemende mate gedwongen grotere risico's te nemen in de gevaarlijke wateren van de noordelijke Stille Oceaan om op jacht te gaan naar meer otters. Toen de Shelikhov-Golikov Company en later de Russisch-Amerikaanse Compagnie zich als monopolie ontwikkelden, gebruikten ze schermutselingen en systematisch geweld als instrument voor koloniale uitbuiting van de inheemse bevolking. Toen de Aleoeten in opstand kwamen en enkele overwinningen behaalden, namen de Russen wraak, waarbij velen omkwamen. Ze vernielden ook de boten en het jachttuig van de mensen, waardoor ze geen overlevingskansen meer hadden.
De grootste sterfte werd veroorzaakt door de ontmoetingen van de Aleuts met nieuwe ziekten: tijdens de eerste twee generaties (1741/1759-1781/1799 AD) van Russisch contact stierf 80 procent van de Aleut-bevolking aan Euraziatische infectieziekten. Deze waren al eeuwenlang endemisch onder de Europeanen, maar de Aleoeten hadden geen immuniteit tegen de nieuwe ziekten.

#### Effecten van de Russische kolonisatie

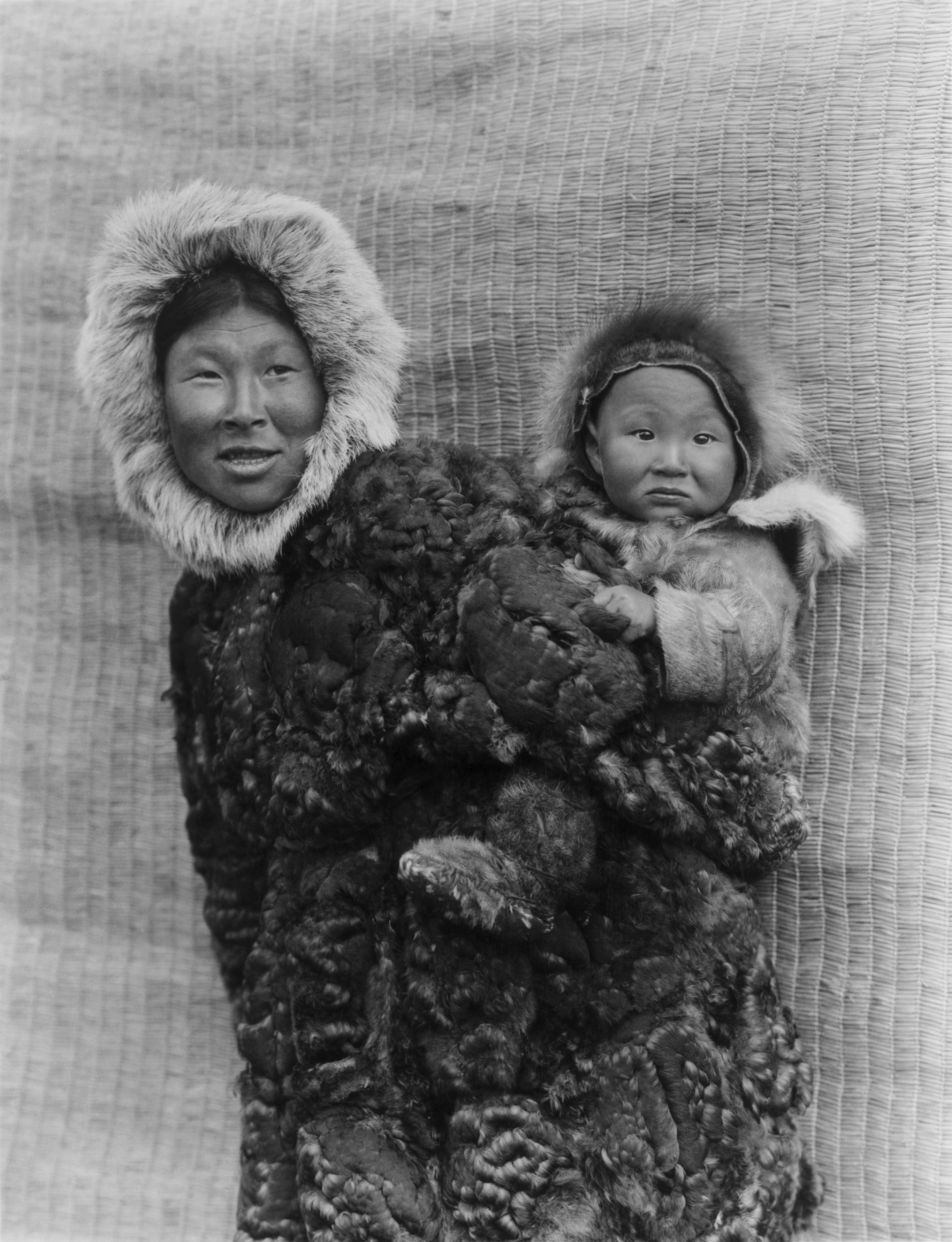
Yupik moeder en kind, Nunivak-eiland, c. 1929; gefotografeerd door Edward S. Curtis.

De Russische tsaristische regering breidde zich om haar eigen geopolitieke redenen uit naar inheems grondgebied in het huidige Alaska. Het verbruikte de natuurlijke hulpbronnen van het gebied tijdens de handelsjaren, en de Russische orthodoxie werd geëvangeliseerd. Hun beweging naar deze bevolkte gebieden van inheemse gemeenschappen veranderde het demografische en natuurlijke landschap.
Historici hebben gesuggereerd dat de Russisch-Amerikaanse Compagnie inheemse volkeren uitbuitte als een bron van goedkope arbeidskrachten. De Russisch-Amerikaanse compagnie gebruikte niet alleen de inheemse bevolking voor arbeid tijdens de bonthandel, maar hield sommigen ook als gijzelaars vast om iasak te verwerven. Iasak, een vorm van belastingheffing die door de Russen werd opgelegd, was een eerbetoon in de vorm van otterhuiden. Het was een belastingmethode die de Russen eerder nuttig hadden gevonden tijdens hun vroege ontmoetingen met de inheemse gemeenschappen van Siberië tijdens de Siberische bonthandel. Het was ook gebruikelijk dat beverhuiden aan bonthandelaren werden gegeven bij het eerste contact met verschillende gemeenschappen.
De Russisch-Amerikaanse compagnie gebruikte militair geweld tegen inheemse families en gijzelde hen totdat mannelijke leden van de gemeenschap bont voor hen produceerden. Otterbont op het eiland Kodiak en de Aleoeten verleidde de Russen om deze belastingen te heffen. Bij de aankomst van bonthandelaren was er ook sprake van diefstal en mishandeling in de vorm van lijfstraffen en het achterhouden van voedsel. Catharina de Grote ontbond het geven van eerbetoon in 1799, maar haar regering voerde de verplichte dienstplicht in van inheemse mannen tussen de 18 en 50 jaar om zeehondenjagers te worden, uitsluitend voor de Russisch-Amerikaanse Compagnie. Deze verplichte arbeid gaf de Russisch-Amerikaanse Compagnie een voorsprong in de concurrentie met Amerikaanse en Britse bonthandelaren. Maar de dienstplicht scheidde mannen van hun families en dorpen, waardoor gemeenschappen veranderden en uiteenvielen. Nu er weerbare mannen op jacht waren, bleven de dorpen achter met weinig bescherming, aangezien alleen vrouwen, kinderen en ouderen achterbleven.
Naast de veranderingen die met de dienstplicht gepaard gingen, veranderde de verspreiding van ziekten ook de populaties van inheemse gemeenschappen. Hoewel de gegevens die in die periode werden bijgehouden schaars waren, wordt er gezegd dat 80% van de pre-contactpopulatie van de Aleut-bevolking tegen 1800 verdwenen was.
De relaties tussen inheemse vrouwen en bonthandelaren namen toe naarmate inheemse mannen weg waren uit de dorpen. Dit resulteerde in huwelijken en kinderen die bekend zouden worden als Creoolse volkeren, kinderen die inheems en Russisch waren. Om de vijandelijkheden met Aleoeten-gemeenschappen te verminderen, werd het beleid voor bonthandelaren om te trouwen met inheemse vrouwen. De Creoolse bevolking groeide in het gebied dat werd gecontroleerd door de Russisch-Amerikaanse Compagnie.
De groei van de Russisch-Orthodoxe Kerk was een andere belangrijke tactiek bij de kolonisatie en bekering van inheemse bevolkingsgroepen. Ioann Veniaminov, die later Saint Innocentius van Alaska werd, was een belangrijke missionaris die de agenda van de Orthodoxe Kerk uitvoerde om de inheemse bevolking te kerstenen. De kerk moedigde Creoolse kinderen aan om het Russisch-orthodoxe christendom te volgen, terwijl de Russian American Company hen onderwijs gaf. Veel orthodoxe missionarissen, zoals Herman van Alaska, verdedigden de inheemse bevolking tegen uitbuiting. Men geloofde dat Creoolse mensen een hoge mate van loyaliteit jegens de Russische kroon en de Russisch-Amerikaanse compagnie hadden. Na het voltooien van hun opleiding werden kinderen vaak naar Rusland gestuurd, waar ze vaardigheden bestudeerden zoals kaarten maken, theologie en militaire inlichtingen. In de jaren vijftig van de negentiende eeuw verloor Rusland een groot deel van zijn belangstelling voor Alaska.

### Amerikaans kolonialisme

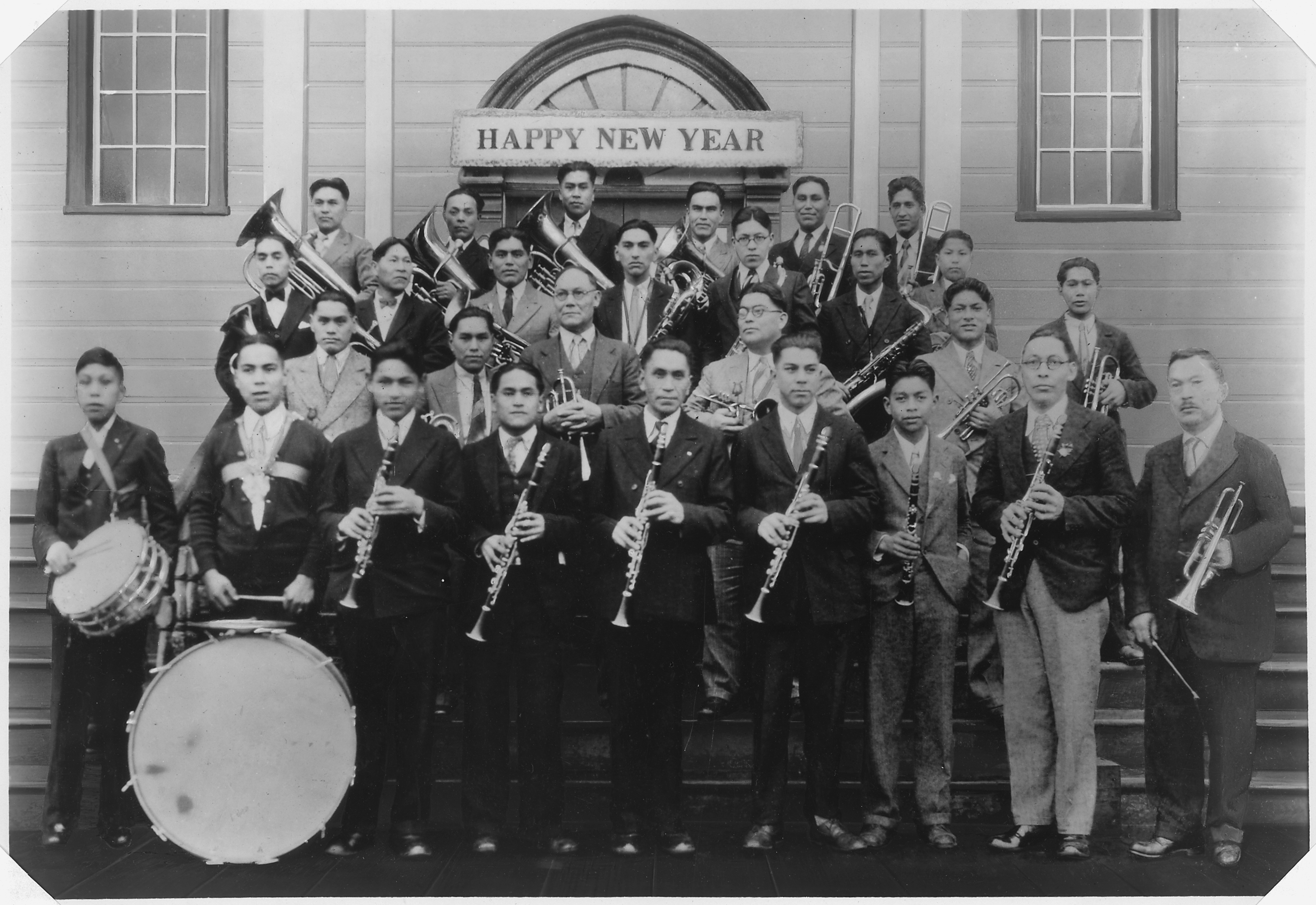
Metlakahtla-fanfare

Alaska beschikt over veel natuurlijke hulpbronnen, die, waaronder het goud, de aandacht van de Verenigde Staten trokken. In 1867 kochten de Verenigde Staten Alaska van Rusland. Het hield geen rekening met de wensen van de inheemse Alaskanen en beschouwde hen niet als burgers. Het land dat toebehoorde aan de Alaska Natives werd beschouwd als "open land", dat door blanke kolonisten kon worden opgeëist zonder verhaal te halen bij de Alaska Natives die daar woonden. De enige scholen voor inwoners van Alaska waren die welke waren gesticht door religieuze missionarissen. De meeste blanke kolonisten begrepen de verfijnde culturen niet die de inwoners van Alaska hadden ontwikkeld om in een uitdagende omgeving te leven en beschouwden ze als inferieur aan de Europese Amerikanen, wat correleerde met blanke supremacistische overtuigingen.
De Klondike Gold Rush vond plaats in de periode 1896-1898, waardoor de blanke aanwezigheid in Alaska toenam en er discriminerende praktijken ontstonden. Amerikanen legden rassensegregatie en discriminerende wetten op (vergelijkbaar met de Jim Crow-wetten ) die de kansen en deelname van de inheemse bevolking aan de cultuur van Alaska beperkten en hen behandelden als tweederangsburgers. Met het opleggen van discriminerende wetten vond er segregatie plaats tussen de inwoners van Alaska en de Amerikanen; Borden met 'alleen blanken' sloten bijvoorbeeld inboorlingen de toegang tot gebouwen uit. Er waren ook gescheiden scholen. In een rechtszaak uit 1880 wordt beschreven dat een kind niet bij Amerikanen naar een school mocht gaan omdat zijn stiefvader van inheemse afkomst was. Een kind dat deels inheems en deels Amerikaans was, zou alleen naar een school met Amerikaanse kinderen mogen gaan als het gezin hun cultuur heeft verlaten. Dit betekent dat ze niet langer hun moedertaal konden spreken, traditionele inheemse kleding konden dragen, zich tussen andere inboorlingen konden bevinden, inheems voedsel konden eten of welke inheemse religie dan ook konden beoefenen.
In 1912 werd de Alaska Native Brotherhood (ANB) opgericht om te helpen vechten voor burgerschapsrechten. De Alaska Native Sisterhood (ANS) werd opgericht in 1915. Ook in 1915 keurde de territoriale wetgevende macht van Alaska een wet goed die de inwoners van Alaska het recht gaf om te stemmen – maar op voorwaarde dat ze hun culturele gewoonten en tradities zouden opgeven. De Indian Citizenship Act, aangenomen in 1924, gaf alle indianen het Amerikaanse staatsburgerschap.
ANB begon in de jaren twintig een grote politieke macht te verwerven. Ze protesteerden tegen de segregatie van Alaska Natives in openbare ruimtes en instellingen, en voerden ook boycots uit. Alberta Schenck (Inupiaq) organiseerde in 1944 een veelbesproken protest tegen segregatie in een bioscoop Met de hulp van Elizabeth Peratrovich (Tlingit) werd de Alaska Equal Rights Act van 1945 aangenomen, waarmee een einde kwam aan de segregatie in Alaska.
In 1942, tijdens de Tweede Wereldoorlog, dwongen de Verenigde Staten de evacuatie van ongeveer negenhonderd Aleoeten van de Aleoeten. Het idee was om de Aleoeten tijdens de Tweede Wereldoorlog uit een potentieel gevechtsgebied te verwijderen voor hun eigen bescherming, maar Europese Amerikanen die in hetzelfde gebied woonden werden niet gedwongen te vertrekken. De verwijdering werd zo slecht afgehandeld dat veel Aleuten stierven nadat ze waren geëvacueerd; ouderen en kinderen hadden de hoogste sterftecijfers. Overlevenden keerden terug naar de eilanden en troffen hun huizen en bezittingen verwoest of geplunderd aan. Burgerrechtenactivisten zoals Alberta Schenck Adams en Elizabeth Peratrovich protesteerden tegen de discriminerende wetten tegen inheemse Alaskanen met wat in feite sit-ins en lobbywerk waren.
De Alaska Equal Rights Act van 1945, de eerste staatswet tegen discriminatie in de VS, kwam tot stand als gevolg van deze protesten. Het gaf alle inwoners van Alaska recht op "volledig en gelijk genot" van openbare ruimtes en bedrijven, een verbod op het scheiden van borden, met discriminerende acties die bestraft konden worden met een boete van $ 250 en maximaal 30 dagen gevangenisstraf.
Alaska werd in 1959 een deel van de Verenigde Staten nadat president Dwight D. Eisenhower Alaska als de 49e staat erkende.

#### ANCSA en sindsdien (1971 tot heden)

Een Koyukon-man in traditionele tribale kleding

In 1971 keurde het Amerikaanse Congres, met de steun van inheemse leiders van Alaska, zoals Emil Notti, Willie Hensley en Byron Mallott, de Alaska Native Claims Settlement Act (ANCSA) goed, die land- en financiële claims regelde voor land en hulpbronnen die de Alaska Natives hadden verloren van Europees-Amerikanen. Het voorzag in de oprichting van dertien Alaska Native Regional Corporations om deze claims te beheren. Vergelijkbaar met de afzonderlijk gedefinieerde status van de Canadese Inuit en First Nations in Canada, die als afzonderlijke volkeren worden erkend, worden Alaska Natives of Native Alaskans in sommige opzichten door de regering afzonderlijk behandeld van andere indianen in de Verenigde Staten. Dit houdt gedeeltelijk verband met hun interacties met de Amerikaanse regering, die plaatsvonden in een andere historische periode dan de interacties tijdens de periode van westelijke expansie in de 19e eeuw.
Europeanen en Amerikanen hadden pas aan het eind van de negentiende en het begin van de twintigste eeuw ontmoetingen met de inheemse bewoners van Alaska, toen velen zich in goudkoorts naar de regio aangetrokken voelden. De Alaska Natives kregen geen individuele titel toegewezen op grond van de Dawes Act van 1887 maar werden in plaats daarvan behandeld onder de Alaska Native Allotment Act van 1906.
De toewijzingswet werd in 1971 ingetrokken na de ANSCA, waarna de voorbehouden werden beëindigd. Een ander kenmerkend verschil is dat de regeringen van inheemse stammen in Alaska niet de macht hebben om belastingen te innen voor zaken die op stamland worden gedaan, volgens de beslissing van het Hooggerechtshof van de Verenigde Staten in Alaska v. Native Village of Venetie Tribal Government (1998). Met uitzondering van de Tsimshian hebben de inwoners van Alaska geen reservaten meer, maar controleren ze wel enkele landen. Volgens de Marine Mammal Protection Act van 1972 is het recht voorbehouden aan de inwoners van Alaska om walvissen en andere zeezoogdieren te vangen.

## Klimaatverandering
Vier inheemse stammen in Alaska, de Shishmaref-, Kivalina-, Shaktoolik- en Newtok-stammen, worden beschouwd als de eerste klimaatvluchtelingen voor Amerika, vanwege het smelten van het zee-ijs en de toegenomen bosbranden in de regio's (Bronen en Brubaker). De effecten van de klimaatverandering op de bevolking van Alaska zijn omvangrijk en omvatten kwesties als een grotere kwetsbaarheid voor ziekten, geestelijke gezondheidsproblemen, verwondingen, voedselonzekerheid en wateronzekerheid (Brubaker). Volgens de Environmental Protection Agency (EPA) zal het verlies van zee-ijs het erosiegebied vergroten en meer inheemse gemeenschappen verder verdringen. Het smeltende zee-ijs zal ook de migratie beïnvloeden van sommige dieren waar de stammen van afhankelijk zijn, en door het smelten van het ijs zal er geen plaats meer zijn om het voedsel dat ze wel verkrijgen (EPA) op te slaan. Door het smelten van de permafrost zal de infrastructuur die er in het verleden bestond instabiel worden en zullen inheemse dorpen instorten (EPA).
De stammen Shishmaref, Kivalina, Shaktoolik en Newtok bevinden zich aan de westkust van Alaska en als gevolg van de stijging van de zeespiegel krijgen de dorpen te maken met zwaardere stormvloeden die hun kustlijnen eroderen (Bronen). Er is geen land waar deze stammen naartoe kunnen verhuizen dat al in het gebied ligt waar ze wonen, wat deze gemeenschappen dwingt te migreren en hun hele manier van leven te veranderen (Bronen). Er wordt voorspeld dat een klimaatgebeurtenis de stammen in minder dan vijftien jaar volledig zal onderdompelen (Bronen).
Extreme weersomstandigheden hebben het risico op letsel vergroot. Meestal zijn er het hele jaar door dikke lagen ijs, maar door de stijgende temperaturen in de atmosfeer en de zee wordt het ijs dunner en neemt het aantal mensen toe dat door het ijs zakt, als een persoon overleeft door het ijs te vallen en wordt geconfronteerd met andere gezondheidsproblemen (Brubaker). De toegenomen wateronzekerheid en de falende infrastructuur als gevolg van de klimaatverandering hebben sanitaire problemen veroorzaakt, waardoor het aantal luchtwegaandoeningen in veel regio's in Alaska is toegenomen; in 2005 was longontsteking de belangrijkste oorzaak van ziekenhuisopnames (Brubaker). Veel van de getroffen stammen ervaren verhoogde mentale stress als gevolg van de klimaatverandering en het probleem van verhuizen, maar er is geen beleid of een manier om te verhuizen (Brubaker). De stress is ook toegenomen voor dorpen die te maken krijgen met schade aan de infrastructuur als gevolg van smeltende permafrost. Er zijn bijna geen andere regels dan de regering van Alaska die adviseert om niet op permafrost te bouwen of extra isolatielagen te gebruiken die op funderingsmuren (EPA) worden gebruikt. Voedselonzekerheid heeft ook tot stress en gezondheidsproblemen geleid; gezinnen kunnen niet genoeg voedsel krijgen doordat dieren ook verhuizen naar een klimaat dat beter bij hen past (Brubaker). Gezinnen hebben ook geen veilig voedselsysteem omdat hun manier van voedselopslag, de ondergrondse ijskelder, niet langer het hele jaar door bevroren is als gevolg van de klimaatverandering. Hun kelders ontdooien in de zomer, waardoor hun voedselvoorraad oneetbaar is.

## Verblijfkosten
Het verzamelen van zelfvoorzienend voedsel blijft voor veel inwoners van Alaska een belangrijke economische en culturele activiteit. In Utqiaġvik, Alaska, nam in 2005 ruim 91 procent van de geïnterviewde Iñupiat-huishoudens nog steeds deel aan de lokale zelfvoorzienende economie, vergeleken met de ongeveer 33 procent van de niet-Iñupiat-huishoudens die gebruik maakten van wilde hulpbronnen verkregen door jagen, vissen of verzamelen.
Maar in tegenstelling tot veel stammen in de aangrenzende Verenigde Staten hebben de Alaska Natives of de Native Alaskans geen verdragen met de Verenigde Staten die hun bestaansrechten beschermen, behalve het recht om walvissen en andere zeezoogdieren te oogsten. De Alaska Native Claims Settlement Act heeft expliciet de jacht- en visrechten van de inheemse bevolking in de staat Alaska opgeheven.

## Verder lezen
- Chythlook-Sifsof, Callan J. " Inheems Alaska, bedreigd." (Op-Ed) The New York Times. 27 juni 2013.